# Assemblea generale
Presso i popoli dell'Eurasia settentrionale, che i romano-ellenistici chiamavano normalmente "barbarici", era molto diffusa l'usanza di decidere le normative importanti in assemblee generali di tutti i capi famiglia, maschi liberi con diritto di armi.
Queste assemblee generali costituivano quindi la più alta autorità per i membri della comunità tribale dell'Eurasia antica.
Erano delle specie di parlamenti, dove si discuteva, si votavano le leggi, si redimevano dispute, si emettevano sentenze di condanna contro chi aveva offeso le leggi e la morale pubblica, ecc. Queste assemblee potevano riunirsi a scadenza regolare o al momento del bisogno.
Furono col tempo abolite o rese inefficaci, soprattutto con il formarsi anche nell'Eurasia del Nord di monarchie sul modello mediterraneo-mesopotamico.
La tradizione di queste assemblee generali, tendenzialmente democratiche, contribuì comunque - insieme alla monumentale tradizione giuridica romano-ellenistica - allo sviluppo dei regimi parlamentari moderni, nati nel tardo medioevo proprio in aree dove la tradizione "barbarica" aveva sposato quella latina con più successo (isole britanniche, Francia, Italia del Nord, Germania, Ungheria e Polonia).
Tra i mongoli era detta Kuriltai.Tra i popoli che sicuramente avevano questo tipo di organizzazione possiamo citare i Celti, i Germani, gli Slavi, gli Unni, i Turchi, gli Ungheresi, ecc. Nelle lingue germanico-scandinave questa assemblea generale era detta Alþingi (ben documentata la storia di quello islandese, con il suo lögsögumadur).